# Potsdam
Potsdam (lužičkosrpski: Podstupim) glavni je grad njemačke savezne pokrajine Brandenburga. Nalazi se na rijeci Havel, 24 km jugozapadno od središta Berlina, i kako na sjeveru graniči s Berlinom, dio je metropolske zone Berlin/Brandenburg. Krajem 2007. imao je 150.833 stanovnika. Potsdam je bio glavni grad pruskih kraljeva sve do 1918.  god. Oko grada se nalazi serija povezanih jezera i jedinstven kulturološki krajolik u kojemu se, između ostalih, nalazi dvorac Sanssouci, UNESCO-ova svjetska baština. Potsdamska konferencija, glavna konferencija Saveznika nakon Drugog svjetskog rata, je opet održana u drugom obližnjem dvorcu - Cecilienhofu. 
Babelsberg, na sjeveroistoku Potsdama, je bilo središnje mjesto njemačke filmske industrije prije Drugog svjetskog rata i danas važi za glavno središte europske filmske produkcije nakon pada Berlinskog zida. Filmstudio Babelsberg ima povijesni značaj kao najstariji veliki filmski studio na svijetu. Deutsches Filmorchester Babelsberg snima zvučne zapise za većinu domaćih i mnoge strane filske produkcije. 
Od 19. stoljeća Potsdam se razvio kao znanstveno središte Njemačke. Danas se u njemu nalaze tri državna sveučilišta s više od 30 znanstvenio-istraživačkih institucija. Poznat je kao studentski grad jer oko 15% stanovništva čine upravo studenti.

## Povijest
Potsdam je vjerojatno osnovan u 10. stoljeću kao slavensko selo po imenu „Poztupimi“. Prvi put se spominje 993. god., i do 1317. god. se spominje kao mali (sada njemački) grad. Stekao je gradsku povelju 1345. godine, a od 15. stoljeća Potsdam je imao gradonačelnika (Bürgermeister) i gradski savjet. Godine 1573. je još bio mali trgovački grad s oko 2,000 stanovnika. Tridesetogodišnji rat (1618. – 1648.) je uništio skoro pola grada.
Sudbina Potsdama se dramatično promijenila kad je 1660. god. izabran za lovačku rezidenciju Fridrika Vilima I., izbornog princa Brandenburga. Grad je kasnije postao rezidencija pruske kraljevske porodice, a u njemu je također bila smještena i pruska vojska. Značajne zgrade su mahom građene za vrijeme vladavine Fridrika Velikog. Palača Sanssouci (na francuskom: „bez briga“, Georga Venceslava fon Knobelsdorfa, 1744.) je jedna od najčuvenijih, prije svega po svojim formalnim vrtovima i unutrašnjosti u stilu Rokokoa.
Od 1809. god., gradski savjet je bio biran, s nad-gradonačelnikom (Oberbürgermeister) na čelu. 
Dok je Berlin bio službena prijestonica Prusije i kasnije Njemačkog Carstva, dvor je bio u blizini Potsdama, a i mnogi vladini službenici bili su smješteni u Potsdamu. Grad je izgubio status druge prijestonice 1918. god. po završetku Prvog svjetskog rata.
Po osnutku [[Treći reich|Trećeg carstva], ceremonijalno rukovanje između predsednika, Paula von Hindenburga i novog kancelara Adolfa Hitlera je održano 21. ožujka, 1933. god. u potsdamskoj stožernoj crkvi (Garnisonskirche), simbolizirajući koaliciju vojske (rajhsvera) i nacizma. Za vrijeme Trećeg reicha, gradonačelnika je birala NSDAP, a gradski savjet je raspušten; simbolično je rekonstruiran poslije rata, ali slobodni izbori se nisu održavali do ujedinjenja Njemačke.
Potsdam je teško oštećen u bombardiranju tijekom Drugog svjetskog rata. Palača Cecilienhof je bila mjesto gde je održana Potsdamska konferencija od 17. srpnja do 2. kolovoza 1945. god., kad su se saveznički lideri (Franklin Roosevelt, Harry Truman, Winston Churchill, Clement Attlee i Staljin) sastali da odluče o daljnjoj sudbini Njemačke.
Nakon podjele Njemačke vlada Istočne Njemačke je nastojala da izbriše simbole pruskog militarizma i mnoge povijesne građevine, koje su bile teško oštećene tijekom rata, su srušene.
Kako je Potsdam jugo-zapadno od Berlina, i graniči sa zapadnim Berlinom, kad je izgrađen Berlinski zid Potsdam je odsječen od zapadnog Berlina i vrijeme potrebno da se dođe do istočnog Berlina je bilo udvostručeno. Most Glienike preko reke Havel je spajao grad sa zapadnim Berlinom, i bio je mjesto odigravanja nekih od razmijena špijuna tijekom hladnog rata.
Poslije ujedinjenja Njemačke, Potsdam je postao glavni grad ponovo osnovane savezne države Brandenburg.
Danas je gradski savjet središnji administrativni organ grada. Od 1990. do 1999. god., predsjedatelj gradskog savjeta je bio poznat kao "gradski predsjednik" (danas jednostavno "predsjedatelj gradskog savjeta"). Gradonačelnik se bira direktno. Posljednji lokalni izbori su održani 2008. god.

## Znamenitosti
Potsdam je bio središte europskih migracija jer je njegova vjerska tolerancija privlačila ljude iz Francuske, Rusije, Nizozemske i Češke. To je i danas vidljivo na kulturološkoj i arhitektonskoj panorami grada. 
Najpopularnija atrakcija je park Sanssouci koji se nalazi oko 2 km zapadno od gradskog središta Potsdama. God. 1744. kralj Fridrik II. Veliki je naredio gradnju svoje rezidencije gdje bi mogao sans souci (francuski: "bez briga"; Francuski je bio službeni dvorski jezik). U parku se nalazi botanički vrt (Botanischer Garten Potsdam) i mnoge veličanstvene građevine:
- Palača Sanssouci (Schloss Sanssouci), skromna palača pruskih kraljeva i njemačke kraljevske obitelji
- Palača Orangerieschloss, bivša rezidencija za kraljevske goste
- Nova palača (Neues Palais), izgrađena od 1763. do 1769. god. Kako bi se obilježio kraj Sedmogodišnjeg rata u kojemu je Prusija zamijenila Austriju u njenoj stoljetnoj ulozi kao najdominantnije Njemačke sile. Mnogo veća i raskošnija od palače Sanssouci s preko 200 soba i 400 ukrasnih skulptura. U njoj su odsjedali mnogi kraljevski gosti.
- Palača Charlottenhof (Schloss Charlottenhof), neoklasična palača arhitekta K. F. Schinkela izgrađena 1826. god.
- Rimske terme (Römische Bäder), koje je također izgradio Karl Friedrich Schinkel u suradnji s Ludwigom Persiusom od 1829. Do 1840. god. To je kompleks građevina koje uključuju paviljon, vilu u renesansnom stilu i rimsko kupatilo po kojemu je cijeli kompleks dobio ime.
- Kineska kuća čaja (Chinesisches Teehaus), paviljon iz 18. st. koji je izgrađen u kineskom stilu koji je tada bio u modi.

Trg stare tržnice (Alter Markt) je povijesno središte Potsdama. Četiri stoljeća ovaj je trg bio mjesto Potsdamske gradske vijećnice (Stadtschloß), kraljevske palače koju je Fridrik II. Veliki izgradio 1662. god. i koja je postala zimskom rezidencijom pruskih vladara. Palača je jako oštećena prilikom savezničkog bombardiranja 1945. god. i naposljetku ju je 1961. god. srušila komunistička vlast. God. 2002., Vrata sreće (Fortunaportal) su ponovno iizgrađena na povijesnoj lokaciji koja označava prvu fazu u obnovi palače. Trgom danas dominira Crkva sv. Nikole (Nikolaikirche), koja je izgrađena 1837. god. U neoklasičnom stilu. Bilo je to posljednje djelo K. F. Schinkela koji nije doživio njen završetak. Dovršili su je njegovi učenici, Friedrich August Stüler i Ludwig Persius. Istočnom stranom trga dominira Gradska vijećnica (Altes Rathaus), koju je 1755. god. Izgradio Nizozemski arhitekt Jan Bouman (1706. – 1776.). Ona ima karakteristične kružne tornjeve koji su okrunjeni pozlaćenim Atlasima koji na svojim ramenima nose svijet.
Sjeverno od Starog trga nalazi se ovalna Francuska crkva (Französische Kirche), koju su 1750ih dali izgraditi Boumani iz zajednice Hugenota, kao i Brandenburška iz 1770. (slična Brandenburškim vratima u Berlinu).
Još jedna znamenitost Potsdama je dvosmjerna Nizozemska četvrt (Holländisches Viertel), skup zgrada koji je jedinstven u Europi s oko 150 zgrada od crvene opeke u nizozemskom stilu. Izgrađena je od 1734. Do 1742. god. Pod upravom Jana Boumana kako bi služila nizozemskim majstorima koje je pozvao u grad kralj Fridrik Vilim I. Danas je ovo jedna od najposjećenijih Potsdamskih atrakcija.
Sjeverno od gradskog središta je ruska kolonija Aleksandrovka (Alexandrowka), malena enklava izgrađena u ruskom stilu, uključujući rusku pravoslavnu kapelu iz 1825. god., za grupu ruskih izbjeglica. Od 1999. god. ova kolonija je UNESCOvom popisu mjesta svjetske baštine.
Istočno od Aleksandrovke nalazi se Novi vrt (Neuer Garten), koji je izgrađen 1786. god. u engleskom stilu. Tu se nalaze dvije palače, Cecilienhof )mjesto održavanja [Potsdamska konferencijaPotsdamske konferencije]] Svaeznika u srpnju i kolovozu 1945. god., i Mramorna palača izgrađena 1789. u stilu neoklasicizma. U blizini se nalazi i tropski botanički vrt Biosphäre Potsdam.
U Potsdamu se nalaze i mnogi parkovi, od kojih su neki UNESCOva svjetska baština:
- Parkovi u Potsdamu
- Belvedere (Potsdam) pored parka Sanssouci.
- Pogled na Park Babelsberg prema Berlinu.
- Kineska kuća čaja
- Brandenburška ulica

U Potsdamu se također nalazi i memeorijalni centar u bivšem KGBovom zatvoru u ulici Leistikowstrasse.

## Vanjske poveznice
- Službena stranica (njem.)

### Ostali projekti
|  | Zajednički poslužitelj ima još gradiva o temi Potsdam |